# Leucania megadia
Leucania megadia är en fjärilsart som beskrevs av Smith 1902. Leucania megadia ingår i släktet Leucania och familjen nattflyn. Inga underarter finns listade i Catalogue of Life.